# 島根県立出雲産業高等学校
島根県立出雲産業高等学校（しまねけんりついずもさんぎょうこうとうがっこう）
- 1949年度から1962年度にかけて存在した島根県の公立高校。
- 1949年度に島根県立出雲商工高等学校と島根県立出雲農業高等学校が統合され、島根県立出雲産業高等学校となる。1953年度に出雲農業が島根県立出雲農林高等学校として分離[1]、1962年度に工業課程が島根県立出雲工業高等学校として分離、1962年度中は商業課程と工業課程2、3年生で構成したが、1963年度に島根県立出雲商業高等学校に改称した[2]。